# Halinowo (Białoruś)
Halinowo (biał. Галінова; ros. Галиново) – wieś  na Białorusi, w obwodzie witebskim, w rejonie miorskim, w sielsowiecie Turkowo.

## Historia
W okresie wojny polsko-bolszewickiej pod wsią toczyły się walki grupy ppłk. Jerzego Sawy-Sawickiego ze zgrupowaniem uderzeniowym sowieckiej 4 Armii Jewgienija Siergiejewa.
W dwudziestoleciu międzywojennym wieś a następnie kolonia leżała w Polsce, w województwie nowogródzkim (od 1926 w województwie wileńskim), w powiecie dziśnieńskim, w gminie Mikołajewo.
Według Powszechnego Spisu Ludności z 1921 roku wieś zamieszkiwało 20 osób, wszystkie były wyznania prawosławnego i zadeklarowały polską przynależność narodową. Były tu 4 budynki mieszkalne. W 1931 w 4 domach zamieszkiwały 22 osoby.
Miejscowość należała do parafii prawosławnej w Dziśnie. Podlegała pod Sąd Grodzki w Dziśnie i Okręgowy w Wilnie; właściwy urząd pocztowy mieścił się w Dziśnie.